# 1848年アメリカ合衆国大統領選挙

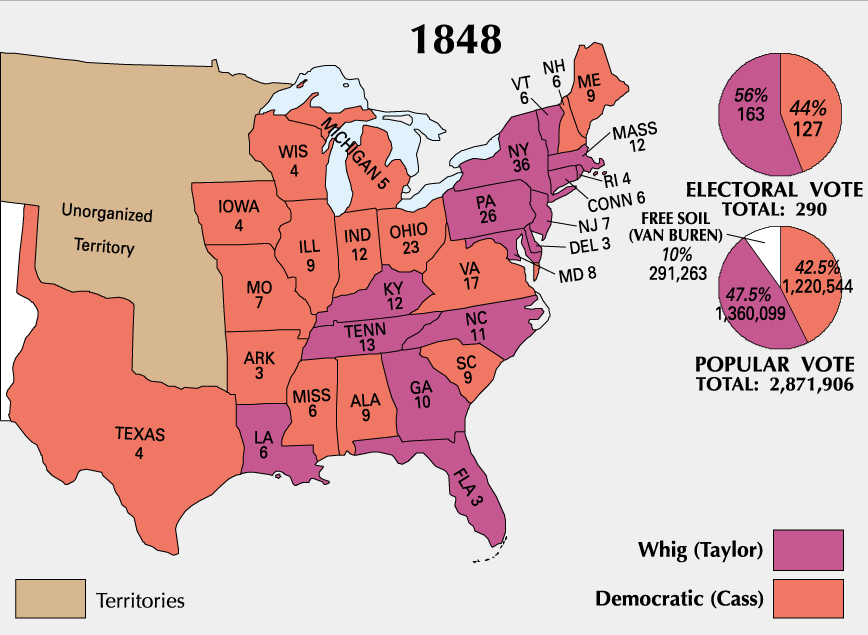
選挙結果の図。赤色がカスとバトラー、紫色がテイラーとフィルモアが勝利した州を示す。数字は各州の選挙人数。

1848年アメリカ合衆国大統領選挙（1848ねんアメリカがっしゅうこくだいとうりょうせんきょ、英:United States presidential election, 1848）は、1848年11月7日に行われたアメリカ合衆国大統領選挙（第16回）。誰にでもチャンスがある選挙となった。現職の大統領ジェームズ・ポークはその任期4年間でほぼ全ての目的を達したと言ってよいくらいであり、健康が衰えて退任後は4ヶ月足らずしか生きられない状態だったので、再選を求めないという約束を守った。

## 背景
ホイッグ党は1846年から1847年にかけて、ポークの戦争政策を非難することにあらゆるエネルギーを注いだが、そのやり方をすぐに逆に変える必要が生じた。1848年2月、ポークは戦争を終わらせるグアダルーペ・イダルゴ条約を結んで全ての人々を驚かせ、アメリカ合衆国に広大な新しい領土をもたらした（カリフォルニアやアリゾナとニューメキシコの大半）。アメリカ合衆国上院におけるホイッグ党は2対1の比率で条約承認を可決した。続く夏には戦争の英雄ザカリー・テイラーを大統領候補に指名した。テイラーはもう戦争はやらないと約束したが、戦争の非難、すなわちポークを批判することはせず、ポークの指導に従わねばならなかった。その注意を向ける矛先を、新しい領土では奴隷制を禁じるか否かという新しい問題に変えた。テイラーの選択はほとんど捨て身であり、ホイッグ党の政策に明らかに従ってはいなかったが、戦争を勝利に導いたということで大衆の人気があった。
民主党は戦争での勝利と和平、国の繁栄およびオレゴンと南西部の獲得という実績を挙げていた。ホイッグ党がテイラーを担いでいなければ、選挙における民主党の勝利は堅いものと思われた。あるホイッグ党の指導者（ジョン・デフリーズ）は「次の大統領選挙でろくでなしを打ち破れるかどうかは疑問だ」と愚痴をこぼした。「戦争は終わっており、領土の大きな獲得は民主主義の結果だと指摘されるだろう。領地の奪取は我々の最良のキリスト教徒の中ですら人気がある!」
テイラーが選挙に勝利したことで、ホイッグ党が1850年代にその存在を終える前に選挙に勝って大統領に選ばれたことでは、ホイッグ党の2人のうちの2人目の候補者となった（テイラーの任期中の死によりミラード・フィルモアが後継となったので、ホイッグ党の大統領は3人）。1人目はやはり元将軍で戦争の英雄であったウィリアム・ハリソンであった。

## 候補者の指名

### ホイッグ党の指名
米墨戦争での将軍でルイジアナ州出身のザカリー・テイラーは戦場での成功で箔が付いていたが、自分では選挙に行ったことが無い男でもあり、民主党とホイッグ党の両方から公然と口説かれていた。テイラーは最終的にホイッグ党員を宣言し、党員集会ではヘンリー・クレイ、ウィンフィールド・スコット、ダニエル・ウェブスターなどを破る171票を獲得して容易に候補者に指名された。ウエブスターが副大統領候補を辞退した後で、ミラード・フィルモアが副大統領候補指名を受けた。

### 民主党の指名

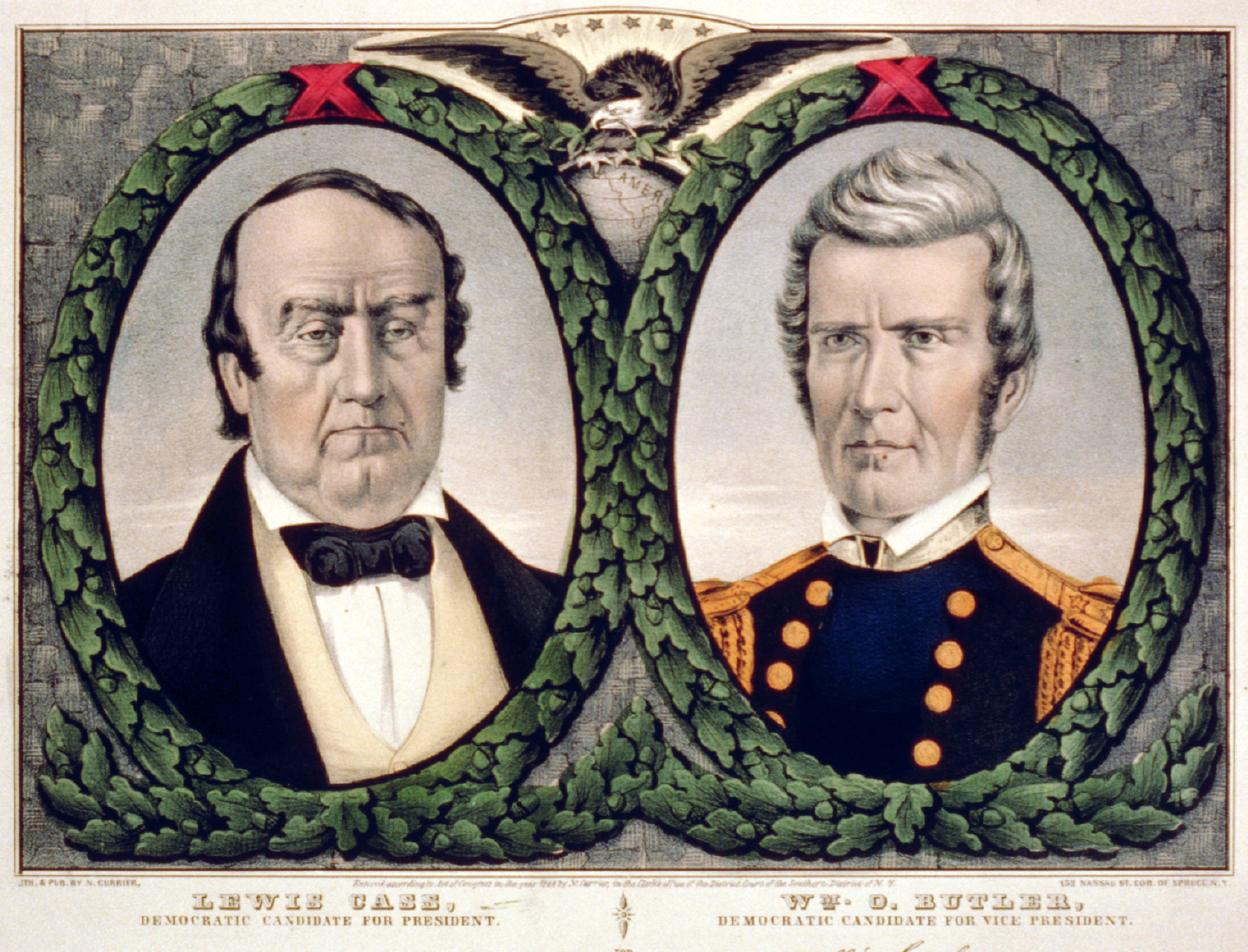
カスとバトラー

民主党はルイス・カスを指名することで対抗した。カスはミシガン州の知事と合衆国上院議員を務め、アンドリュー・ジャクソン政権では陸軍長官を、さらに1836年から1842年にはフランス駐在大使を歴任していた。カスと組む副大統領候補にはウィリアム・バトラーが169票を集め、後に副大統領になるウィリアム・R・キングやアメリカ連合国大統領になるジェファーソン・デイヴィスを抑えた。民主党は奴隷制問題については沈黙を守る綱領を選び、カスが奴隷制擁護の傾向があったので、多くの反奴隷制党員がボルティモアの党員集会場から出て行き、自由土地党を創った。

### 自由土地党の指名
第3の政党、自由土地党は西部領土に奴隷制を広げることに反対するために1848年の選挙を期して組織化された。指導者はサーモン・チェイスやジョン・ヘイルであったが、元大統領のマーティン・ヴァン・ビューレンが154対129でヘイルを敗って大統領候補に指名され、過去2人の大統領の息子であり孫であるチャールズ・フランシス・アダムズが副大統領候補に選出された。

## 一般選挙

### 選挙運動
テイラーは諸問題に関して態度が曖昧なままであったが、選挙運動はその個性によって支配され、また民主党はテイラーのことを野卑で、無教養で、残酷で貪欲と攻撃したのに対し、ホイッグ党はカスを収賄や不正直で攻撃するというように個人攻撃に終始した。奴隷制に関する民主党の分裂によって、テイラーが北東部を支配することを許した。

### 結果
選挙人の選出を州議会に委ねるというサウスカロライナ州の例外はあったが、この選挙は合衆国の全州が同日、11月7日に大統領と副大統領の選挙を行ったことでは初めてのものであった。一般選挙の結果は接戦であり、獲得した州の数では民主党、ホイッグと共に15州と同数であった。選挙人投票では全選挙人290票のうち、テイラーが163票を獲得して勝利した。しかし、テイラーは一般選挙ではやっと47%強を得ただけだった。

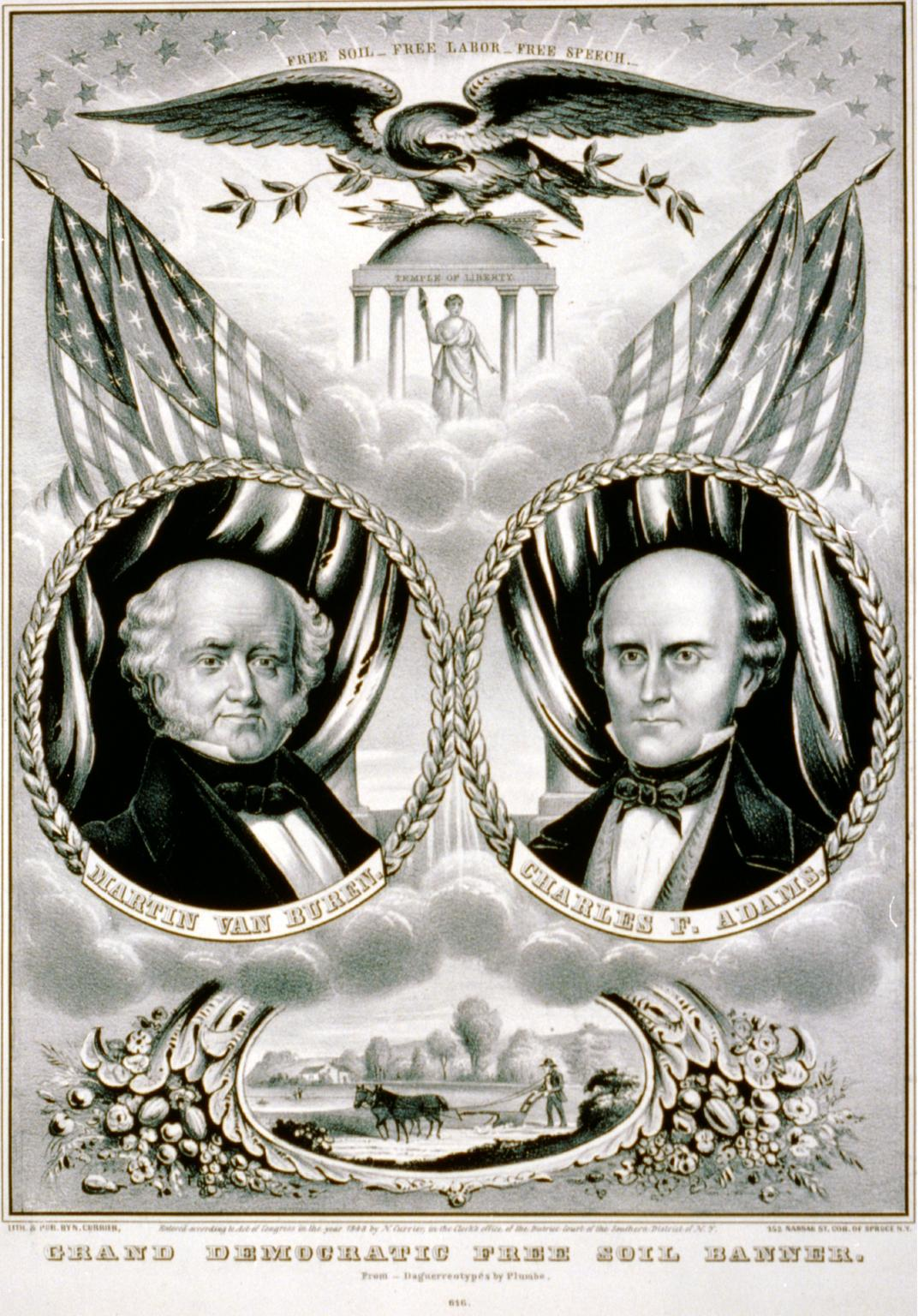
ヴァン・ビューレンとアダムズ
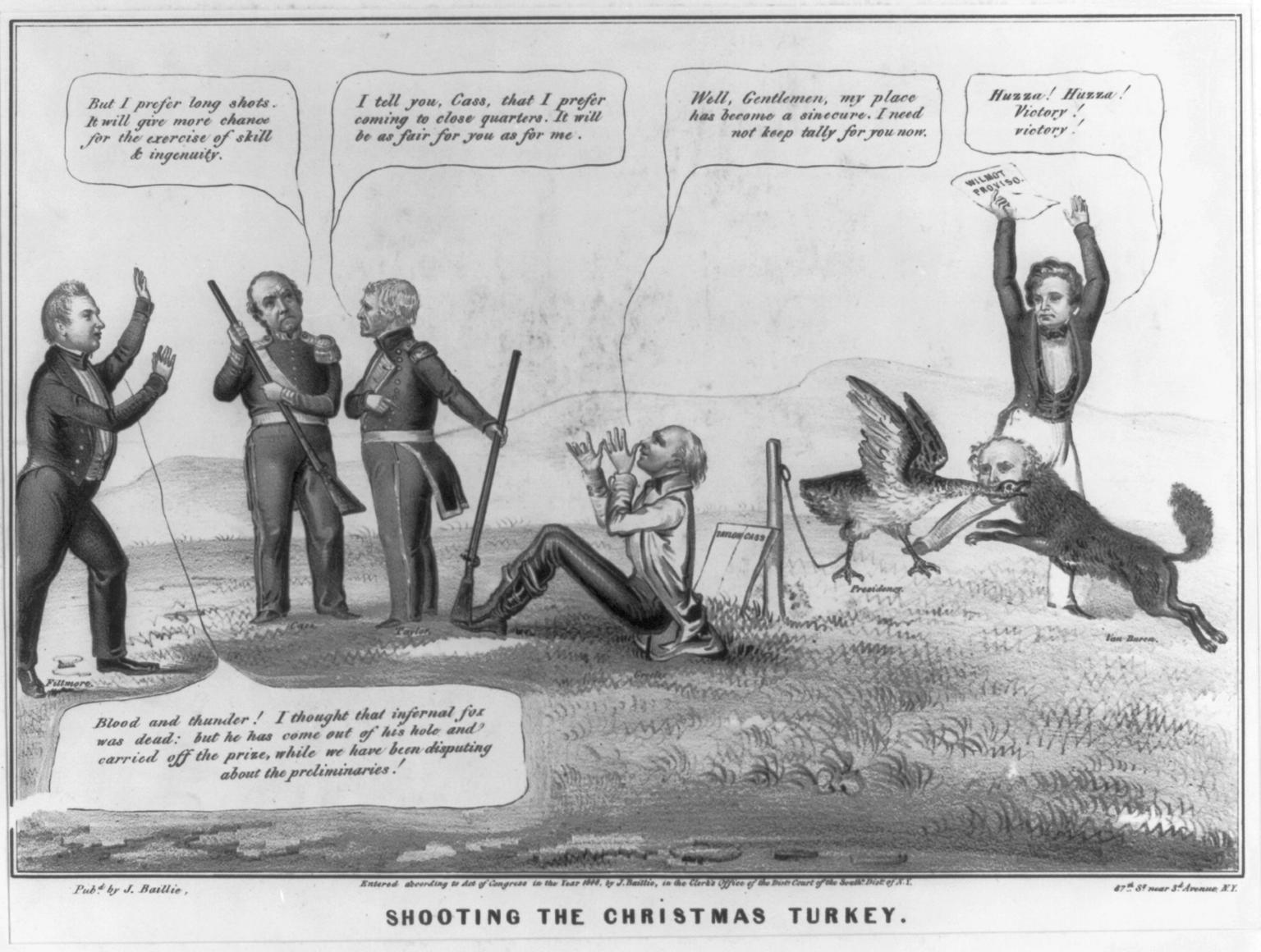
「クリスマス七面鳥の射殺」と題された選挙運動の政治風刺漫画
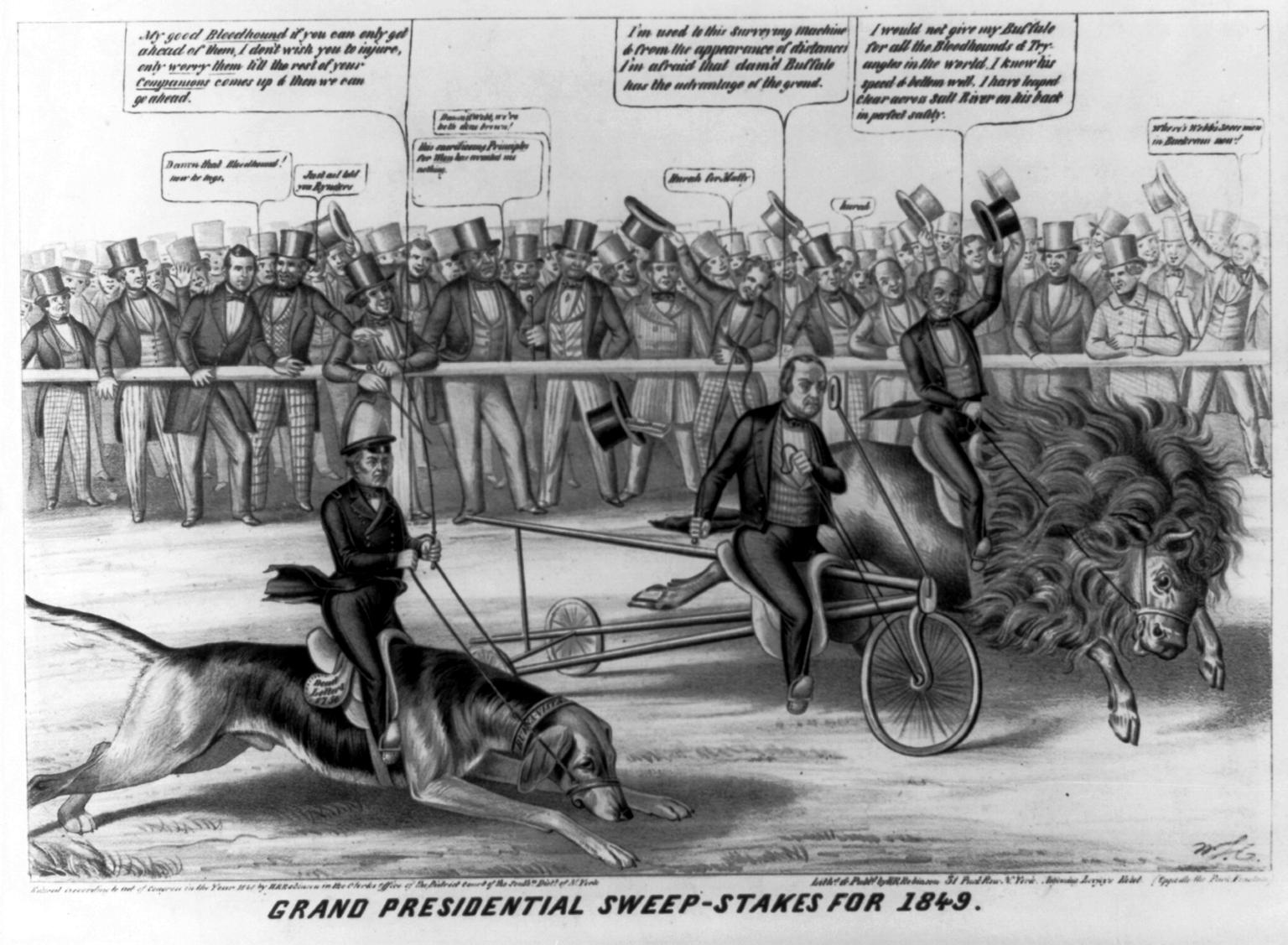
主要3候補の競争を描いた政治風刺漫画
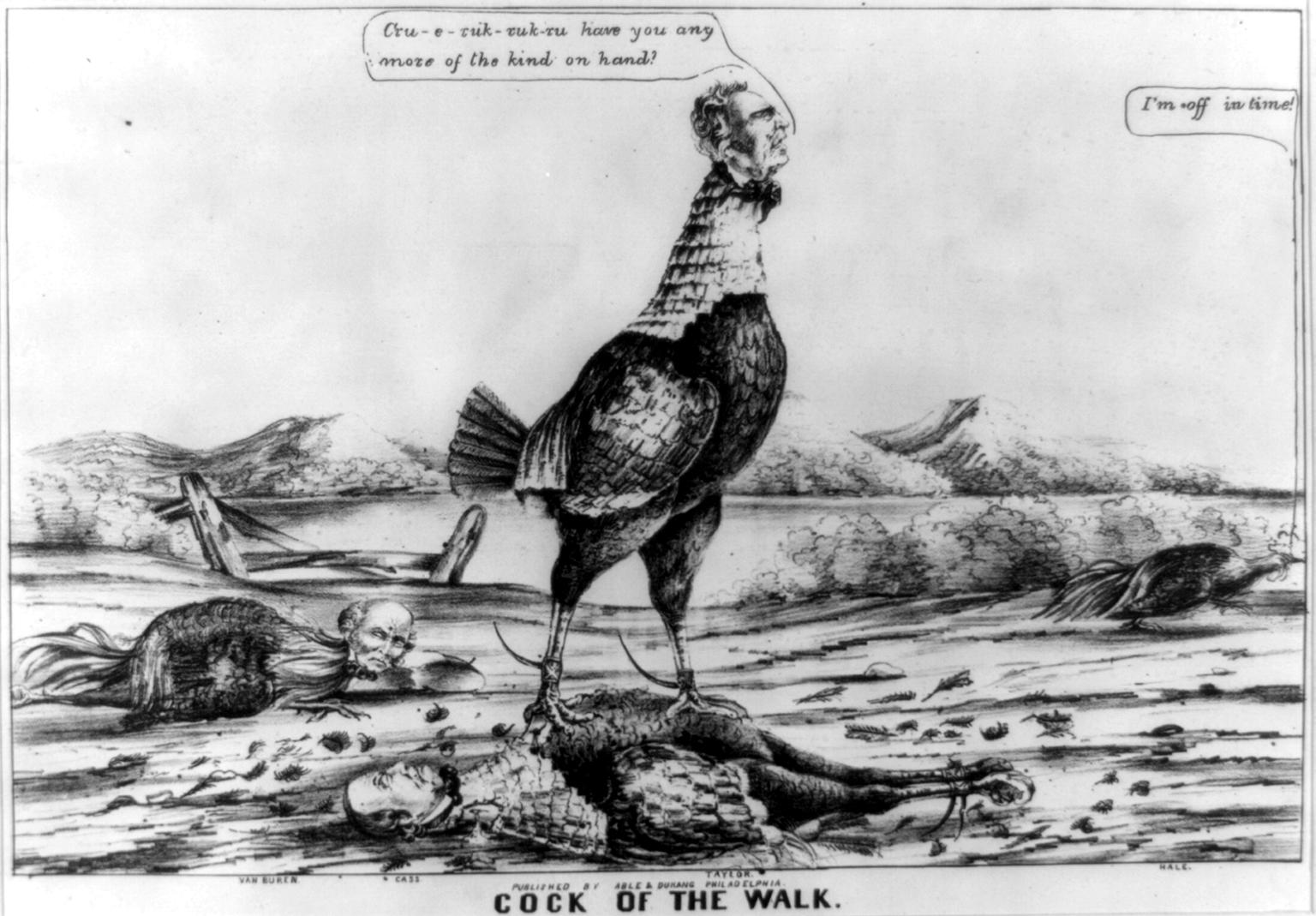
「お山の大将」、勝利者のテイラー

| 大統領選の結果                                |            |            |            |              |                                                     |              |
| 大統領候補者 出身州                           | 党         | 得票数 (a) | 得票率     | 選挙人得票数 | 副大統領候補者 出身州                               | 選挙人得票数 |
| ザカリー・テイラー ルイジアナ州               | ホイッグ党 | 1,361,393  | 47.3%      | 163          | ミラード・フィルモア ニューヨーク州                 | 163          |
| ルイス・カス ミシガン州                       | 民主党     | 1,223,460  | 42.5%      | 127          | ウィリアム・バトラー ケンタッキー州                 | 127          |
| マーティン・ヴァン・ビューレン ニューヨーク州 | 自由土地党 | 291,501    | 10.1%      | 0            | チャールズ・フランシス・アダムズ マサチューセッツ州 | 0            |
| ゲリット・スミス ニューヨーク州               | 自由党     | 2,545      | 0.1%       | 0            | チャールズ・フット ミシガン州                       | 0            |
| その他                                        | -          | 285        | 0.0%       | 0            | -                                                   | 0            |
| 合計                                          | 合計       | 2,879,184  | 100%       | 290          | -                                                   | 290          |
| 選出必要数                                    | 選出必要数 | 選出必要数 | 選出必要数 | 146          | -                                                   | 146          |

(a) 一般選挙の数字にはサウスカロライナ州のものが含まれていない。サウスカロライナ州では一般選挙に拠らず州議会が選挙人を指名した。

## 州ごとの結果
出典: Walter Dean Burnham, Presidential ballots, 1836–1892 (Johns Hopkins University Press, 1955) pp 247–57.
| アラバマ州           | 9   | 30,482           | 49.44            | -                | 31,173           | 50.56            | 9   | 名簿なし         | 名簿なし         | 名簿なし         | 61,655    | AL |  |  |  |  |
| アーカンソー州       | 3   | 7,587            | 44.93            | -                | 9,301            | 55.07            | 3   | 名簿なし         | 名簿なし         | 名簿なし         | 16,888    | AR |  |  |  |  |
| コネチカット州       | 6   | 30,318           | 48.59            | 6                | 27,051           | 43.35            | -   | 5,005            | 8.02             | -                | 62,398    | CT |  |  |  |  |
| デラウェア州         | 3   | 6,440            | 51.80            | 3                | 5,910            | 47.54            | -   | 82               | 0.66             | -                | 12,423    | DE |  |  |  |  |
| フロリダ州           | 3   | 4,120            | 57.20            | 3                | 3,083            | 42.80            | -   | 名簿なし         | 名簿なし         | 名簿なし         | 7,203     | FL |  |  |  |  |
| ジョージア州         | 10  | 47,532           | 51.49            | 10               | 44,785           | 48.51            | -   | 名簿なし         | 名簿なし         | 名簿なし         | 92,317    | GA |  |  |  |  |
| イリノイ州           | 9   | 52,853           | 42.42            | -                | 55,952           | 44.91            | 9   | 15,702           | 12.60            | -                | 124,596   | IL |  |  |  |  |
| インディアナ州       | 12  | 69,907           | 45.77            | -                | 74,745           | 48.93            | 12  | 8,100            | 5.30             | -                | 152,752   | IN |  |  |  |  |
| アイオワ州           | 4   | 9,930            | 44.59            | -                | 11,238           | 50.46            | 4   | 1,103            | 4.95             | -                | 22,271    | IA |  |  |  |  |
| ケンタッキー州       | 12  | 67,145           | 57.46            | 12               | 49,720           | 42.54            | -   | 名簿なし         | 名簿なし         | 名簿なし         | 116,865   | KY |  |  |  |  |
| ルイジアナ州         | 6   | 18,487           | 54.59            | 6                | 15,379           | 45.41            | -   | 名簿なし         | 名簿なし         | 名簿なし         | 33,866    | LA |  |  |  |  |
| メイン州             | 9   | 35,273           | 40.25            | -                | 40,195           | 45.87            | 9   | 12,157           | 13.87            | -                | 87,625    | ME |  |  |  |  |
| メリーランド州       | 8   | 37,702           | 52.10            | 8                | 34,528           | 47.72            | -   | 129              | 0.18             | -                | 72,359    | MD |  |  |  |  |
| マサチューセッツ州   | 12  | 61,072           | 45.32            | 12               | 35,281           | 26.18            | -   | 38,333           | 28.45            | -                | 134,748   | MA |  |  |  |  |
| ミシガン州           | 5   | 23,947           | 36.80            | -                | 30,742           | 47.24            | 5   | 10,393           | 15.97            | -                | 65,082    | MI |  |  |  |  |
| ミシシッピ州         | 6   | 25,911           | 49.40            | -                | 26,545           | 50.60            | 6   | 名簿なし         | 名簿なし         | 名簿なし         | 52,456    | MS |  |  |  |  |
| ミズーリ州           | 7   | 32,671           | 44.91            | -                | 40,077           | 55.09            | 7   | 名簿なし         | 名簿なし         | 名簿なし         | 72,748    | MO |  |  |  |  |
| ニューハンプシャー州 | 6   | 14,781           | 29.50            | -                | 27,763           | 55.41            | 6   | 7,560            | 15.09            | -                | 50,104    | NH |  |  |  |  |
| ニュージャージー州   | 7   | 40,015           | 51.48            | 7                | 36,901           | 47.47            | -   | 819              | 1.05             | -                | 77,735    | NJ |  |  |  |  |
| ニューヨーク州       | 36  | 218,583          | 47.94            | 36               | 114,319          | 25.07            | -   | 120,497          | 26.43            | -                | 453,399   | NY |  |  |  |  |
| ノースカロライナ州   | 11  | 44,054           | 55.17            | 11               | 35,772           | 44.80            | -   | 名簿なし         | 名簿なし         | 名簿なし         | 79,826    | NC |  |  |  |  |
| オハイオ州           | 23  | 138,359          | 42.12            | -                | 154,773          | 47.12            | 23  | 35,347           | 10.76            | -                | 328,479   | OH |  |  |  |  |
| ペンシルベニア州     | 26  | 185,313          | 50.28            | 26               | 171,976          | 46.66            | -   | 11,263           | 3.06             | -                | 368,552   | PA |  |  |  |  |
| ロードアイランド州   | 4   | 6,779            | 60.77            | 4                | 3,646            | 32.68            | -   | 730              | 6.54             | -                | 11,155    | RI |  |  |  |  |
| サウスカロライナ州   | 9   | 一般投票実施せず | 一般投票実施せず | 一般投票実施せず | 一般投票実施せず | 一般投票実施せず | 9   | 一般投票実施せず | 一般投票実施せず | 一般投票実施せず | -         | SC |  |  |  |  |
| テネシー州           | 13  | 64,321           | 52.52            | 13               | 58,142           | 47.48            | -   | 名簿なし         | 名簿なし         | 名簿なし         | 122,463   | TN |  |  |  |  |
| テキサス州           | 4   | 4,509            | 29.71            | -                | 10,668           | 70.29            | 4   | 名簿なし         | 名簿なし         | 名簿なし         | 15,177    | TX |  |  |  |  |
| バーモント州         | 6   | 23,132           | 48.27            | 6                | 10,948           | 22.85            | -   | 13,837           | 28.87            | -                | 47,922    | VT |  |  |  |  |
| バージニア州         | 17  | 45,265           | 49.20            | -                | 46,739           | 50.80            | 17  | 名簿なし         | 名簿なし         | 名簿なし         | 92,004    | VA |  |  |  |  |
| ウィスコンシン州     | 4   | 13,747           | 35.10            | -                | 15,001           | 38.30            | 4   | 10,418           | 26.60            | -                | 39,166    | WI |  |  |  |  |
| 合計:                | 290 | 1,360,235        | 47.28            | 163              | 1,222,353        | 42.49            | 127 | 291,475          | 10.13            | -                | 2,876,818 | US |  |  |  |  |
| 選出必要数:          | 146 |                  |                  |                  |                  |                  |     |                  |                  |                  |           |    |  |  |  |  |

## 選挙人の選出
| 選挙人の選出             |                    |
| 選挙人の選定方法         | 州                 |
| 州議会で選挙人を指名     | サウスカロライナ州 |
| 全州の選挙で選挙人を選出 | その他の州すべて*  |

* マサチューセッツ州の法律では選挙人のどの候補者も全州の選挙で過半数に達しない場合、州議会が選挙人を選ぶと定めていた。1848年選挙ではこの規定が実行された。

## 選挙の後
テイラーは就任から1年4ヶ月後の1850年7月9日に急死し、フィルモアが第13代大統領に昇格した。